# Tradescantia pallida
Tradescantia pallida é uma espécie de planta com flor pertencente à família Commelinaceae. 
A autoridade científica da espécie é (Rose) D.R.Hunt, tendo sido publicada em Kew Bulletin 30(3): 452. 1975.

## Portugal
Trata-se de uma espécie presente no território português, nomeadamente no Arquipélago da Madeira.
Em termos de naturalidade é introduzida na região atrás indicada.

## Protecção
Não se encontra protegida por legislação portuguesa ou da Comunidade Europeia.